# Walter Kempley
Walter Kempley, né le 15 septembre 1926 à Fort Dodge, dans l'État de l'Iowa et mort le 11 août 2001 à Sarasota en Floride, est un écrivain, un scénariste et un journaliste américain, auteur de roman policier. En France, il est principalement connu pour son roman policier humoristique L'Ordinateur des pompes funèbres écrit en 1972, traduit en 1973 et adapté au cinéma par Gérard Pirès en 1976 sous le même titre avec Jean-Louis Trintignant, Bernadette Lafont, Lea Massari et Mireille Darc dans les rôles principaux.

## Biographie
Walter Kempley naît en 1926 à Fort Dodge dans l'Iowa. Rédacteur sportif dans un journal de l'Iowa, il s'oriente ensuite vers le monde du spectacle. Il écrit des articles pour des magazines et travaille pour la télévision comme consultant et scénariste. Il écrit ainsi des épisodes de la série télévisée Happy Days (Happy Days) et travaille notamment avec Dick Van Dyke, Johnny Carson, Jack Paar, Howard Cosell (en) et Merv Griffin.
Il publie en 1972 un premier roman intitulé The Probability Factor. Ce livre est traduit en 1973 dans la collection Série noire sous le titre L'Ordinateur des pompes funèbres. Qualifié par Claude Mesplède et Jean-Jacques Schleret de « petit chef-d'œuvre d'humour noir », ce roman raconte les mésaventures d'un employé d'une compagnie d'assurance qui ne supporte plus sa femme. Il découvre alors comment se débarrasser d'elle grâce aux statistiques et aux informations que lui livre son ordinateur. Gérard Pirès l'adapte pour le cinéma et réalise le film L'Ordinateur des pompes funèbres en 1976 avec Jean-Louis Trintignant, Bernadette Lafont, Lea Massari et Mireille Darc dans les rôles principaux.
Kempley écrit un second roman en 1976. Dans les années 1980, il travaille pour le cinéma et la télévision allemande, participant comme scénariste et consultant à l'écriture de plusieurs comédies et séries policières.
Il décède en 2001 à Sarasota en Floride à l'âge de 74 ans.

## Œuvre

### Romans
- The Probability Factor (1972) Publié en français sous le titre L'Ordinateur des pompes funèbres, traduction de France-Marie Watkins, Paris, Gallimard, coll. « Série noire » no 1608, 1973 ; réédition Paris, Gallimard, coll. « Folio policier » no 48, 1999
- The Invaders (1976)

## Filmographie

### Comme scénariste

#### Au cinéma
- 1984 : Didi - Der Doppelgänger de Reinhard Schwabenitzky (de)
- 1984 : Peng! Du bist tot! d'Adolf Winkelmann

#### À la télévision

##### Séries télévisées
- 1961 : The Dick Van Dyke Show
- 1962 : I'm Dickens, He's Fenster (en)
- 1962 : Sur le pont la marine (McHale's Navy)
- 1963 – 1967 : The Tonight Show Starring Johnny Carson
- 1970 : Saturday Night Live with Howard Cosell (en)
- 1977 – 1979 : Happy Days (Happy Days)
- 1978 : Zwei himmlische Töchter
- 1980 : Susi de Michael Pfleghar
- 1982 : Der Androjäger, un épisode
- 1989 : Lukas und Sohn
- 1989 : Die Didi-Show

##### Téléfilms
- 1978 : Es begann bei Tiffany (nl) de Wolfgang Becker
- 1979 : Wencke, Udo und der blaue Diamant de Michael Pfleghar
- 1982 : The Ugily Family de Robert Drivas (en)
- 1983 : Ruhe sanft, Bruno de Hajo Gies (de)

### Comme auteur adapté

#### Au cinéma
- 1976 : L'Ordinateur des pompes funèbres de Gérard Pirès

## Source
- Claude Mesplède et Jean-Jacques Schleret (Éd. rév. de: SN, voyage au bout de la Noire), Les auteurs de la Série noire, 1945-1995, Nantes, Joseph K, coll. « Temps noir », 1996, 627 p. (ISBN 978-2-910-68611-6, OCLC 300207570), p. 268-578.